# Organism unicelular

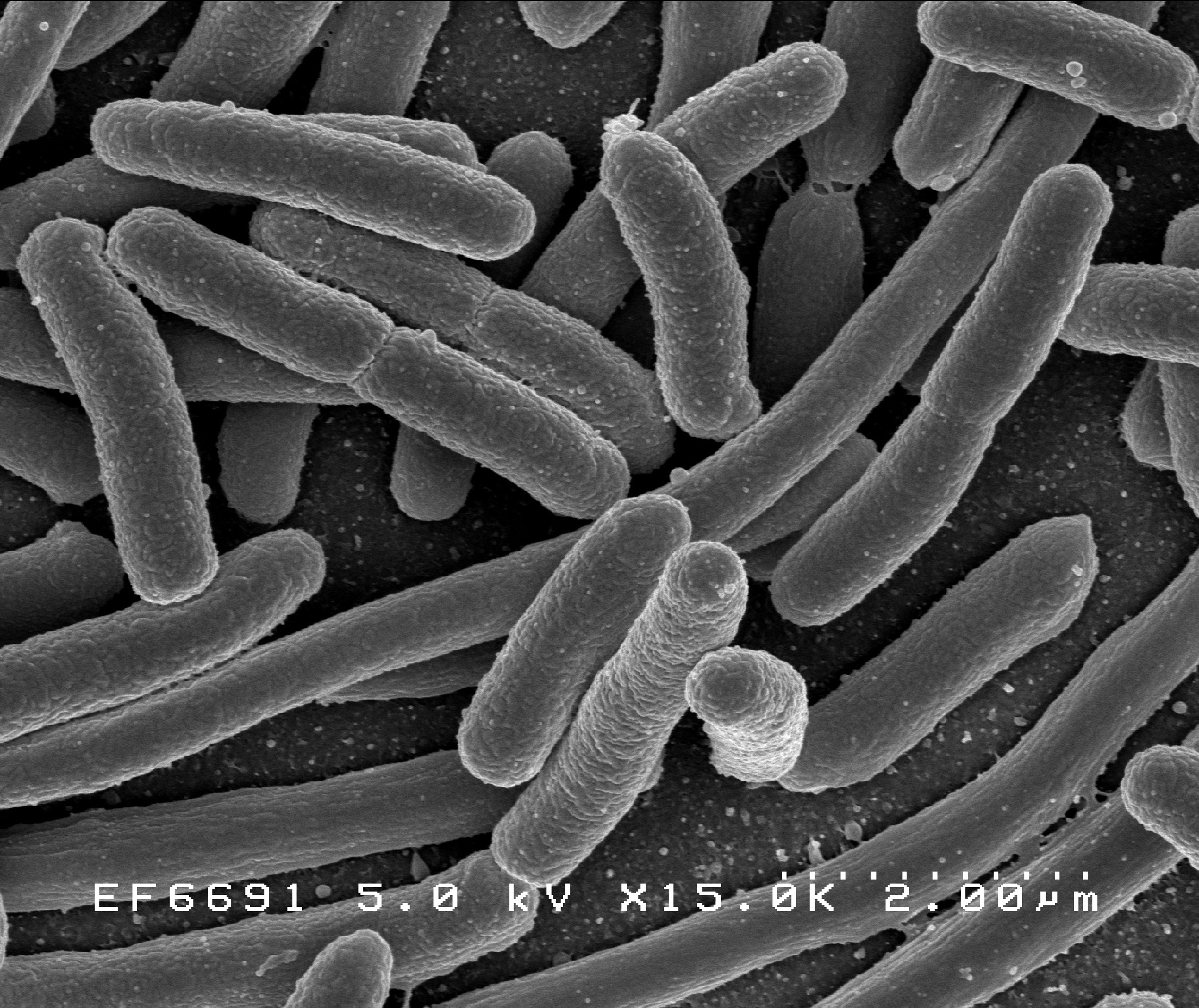
Escherichia coli este un organism unicelular

Un organism unicelular este orice organism alcătuit dintr-o singură celulă. Grupele principale de organisme unicelulare sunt: bacteriile, protozoarele, algele unicelulare și fungii unicelulari.
Primele organisme unicelulare au apărut în urmă cu 3,5 miliarde ani, în timp ce primele organisme pluricelulare acum 2,1 miliarde ani. 
Nutriția
Organismele unicelulare (monocelulare) se înmulțesc prin diviziunea directă. După nutriție se pot deosebi: patogene sau paraziți , saprofite ("sapros" - resturi) și simbiați.
Înmulțirea
O bacterie se înmulțește prin divizare în mai multe bacterii (de obicei două) în timp de 20-30 de minute.

## Procariote

### Bacterii
Primele bacterii descoperite aveau formă de bastonaș. Ele sunt microorganisme unicelulare, la care nucleul nu este bine conturat. Celula bacteriană are, ca și celula vegetală, un perete dur, însă acesta nu constă din celuloză ca la plante, ci dintr-o altă substanță organică. Bacteriile au forme diverse: sferică (numite coc), de bastonaș (numite bacili), de spirală (numite spirile) și de virgulă (numite vibrione).
Bacteriile se înmulțesc prin diviziunea celulei-mamă în două celule fizice identice. Sunt răspândite pretutindeni: în apă, sol, aer, pe suprafața sau în interiorul plantelor, animalelor și al omului.